# Little Miss Dangerous
| Recensione | Giudizio |
| ---------- | -------- |
| AllMusic   | [ 1 ]    |

Little Miss Dangerous è il nono album di Ted Nugent, pubblicato nel marzo 1986 per la Atlantic Records.

## Tracce
Tutte le tracce sono state scritte da Ted Nugent, eccetto dove diversamente indicato.
1. High Heels In Motion - 3:35
2. Strangers - 3:53 - (Bill Costi, Ted Nugent)
3. Little Miss Dangerous - 4:50
4. Savage Dancer - 3:55
5. Crazy Ladies - 3:43
6. When Your Body Talks - 3:16 - (Ben Shultz, Eric Scott)
7. Little Red Book - 3:06 - (Burt Bacharach, Hal David) (Toni Basil Cover)
8. Take Me Away - 3:14 - (Dave Amato, Ted Nugent)
9. Angry Young Man - 3:57
10. Painkiller - 6:02

## Singoli
- 1986: Little Miss Dangerous

## Formazione
- Ted Nugent - voce, chitarra, basso, percussioni
- Bobby Columby - cori
- Carmine Appice - cori
- Chuck Haney - chitarra, sitar
- Dave Amato - chitarra, sintetizzatore, voce, cori
- David Wolinski "Hawk" - tastiere, sintetizzatori
- Doug Banker - cori
- Duane Hitchings - batteria, tastiere, percussioni
- Jaime St. James - cori
- Jay Ferguson - basso
- Joe Galdo - batteria, percussioni
- Larry Deimer - tastiere
- Lawrence Dermer - tastiere, sintetizzatore
- Michael Mason - batteria, percussioni, cori
- Patrick Leonard - tastiere, sintetizzatore
- Paul Ames - cori
- Rick Baron - cori
- Ricky Phillips - basso, cori
- Robby Weaver - cori
- Sandy Slavin - cori
- Tommy Thayer - cori